# Africa Remix
Africa Remix è un'esposizione di arte contemporanea africana esposta a partire dal 2004 al Museum Kunst Palast di Düsseldorf, alla Hayward Gallery di Londra, al Centre Pompidou di Parigi, al Mori Art Museum Tokyo e alla Johannesburg Art Gallery. L'esposizione è curata da Simon Njami in collaborazione con Els van der Plas, David Elliott, Jean-Hubert Martin, Marie-Laure Bernadac e Roger Malbert.

## Storia dell'esposizione
Secondo il catalogo della mostra, Africa Remix viene organizzata per supplire alla necessità di presentare in una grande esposizione la ricchezza dell'arte contemporanea africana e degli artisti della sua diaspora.
Africa Remix è un'esposizione itinerante e co-prodotta da più musei. La mostra subisce modifiche a seconda della sede espositiva: viene adattato il numero degli artisti e la scelta delle opere e viene edito e tradotto il catalogo. Un curatore locale è sempre coinvolto nel riallestimento e nella riorganizzazione della mostra. 
- Africa Remix: Contemporary Art of a Continent, Museum Kunstpalast, Düsseldorf, 24/07-07/11/2004.
- Africa Remix: Contemporary Art of a Continent, Hayward Gallery, Londra, 10/02-17/04/2005.
- Africa Remix, Centre Georges Pompidou, Paris, 25/05-15/08/2005.
- Africa Remix, Mori Art Museum, Tokyo, 02-05/2006[2]
- Africa Remix, Johannesburg Art Gallery, Johannesburg, 2007

A Londra l'esposizione Africa Remix rientra nel festival Africa 05, un programma di mostre, conferenze, programmi ed eventi organizzati in più sedi e città e tutti collegati alla produzione culturale africana e che fanno seguito ad Africa 95. A Parigi l'esposizione Africa Remix al Centre Pompidou fa simbolicamente da seguito alla mostra Magiciens de la Terre del 1989 curata da Jean-Hubert Martin.

## Artisti
L'esposizione è organizzata in tre sessioni: Identità e storia (Identity & History), Corpo e anima (Body & Soul) e Città e terra (City & Land).
Gli artisti presentati all'interno dell'esposizione Africa Remix sono nella sessione Identità e storia (Identity & History): Jane Alexander, Fernando Alvim, Lara Baladi, Yto Barrada, Andries Botha, Zoulikha Boubdellah, Soly Cissé, Marlene Dumas, Ymane Fakhir, Mounir Fatmi, Samuel Fosso, Meschac Gaba, William Kentridge, Michèle Magema, Abu Bakarr Mansaray, Hassan Musa, Ingrid Mwangi, Moataz Nasr, Aimé Ntakiyica, Zineb Sedira, Yinka Shonibare, Fatimah Tuggar. Nella sessione Corpo e anima (Body & Soul): Ghada Amer, Joël Andrianomearisoa, Hicham Benohoud, Bili Bidjocka, Frédéric Bruly Bouabré, Paulo Capela, Loulou Cherinet, Omar D., Jackson Hlungwani, Abdel Ghany Kenawy and Amal Kenawy, Abdoulaye Konaté, Goddy Leye, Georges Lilanga, Franck Lundangi, Myriam Mihindou, N'Dilo Mutima, Wangechi Mutu, Shady El Noshokaty, Richard Onyango, Owusu Ankomah, Eileen Perrier, Tracey Rose, Benyounès Semtati, Cyprien Tokoudagba, Ernest Weangaï. Nella sessione Città e terra (City & Land): Akinbode Akinbiyi, El Anatsui, Rui Assubuji, Luís Basto, Mohamed El Baz, Berry Bickle, Wim Botha, Chéri Cherin, Tracey Derrick, Dilomprizulike, Balthazar Faye, Jellel Gasteli, David Goldblatt, Romuald Hazoumé, Bodys Isek Kingelez, Moshekwa Langa, Ananias Leki Dago, Gonçalo Mabunda, Julie Mehretu, Santu Mofokeng, Zwelethu Mthethwa, Sabah Naim, Otobong Nkanga, Antonio Ole, Rodney Place, Pume, Chéri Samba, Sérgio Santimano, Allan deSouza, Pascale Marthine Tayou, Patrice Felix Tchicaya, Guy Tillim, Titos, Barthélémy Toguo.